# Beatmania THE SOUND OF TOKYO!
Beatmania THE SOUND OF TOKYO! es un videojuego musical derivativo de beatmania exclusivo para consola. Fue estrenado en 2001 con solo trece canciones, todas licenciadas y sin aparición en otra entrega. Fue el último videojuego exclusivo para consola, y a partir de aquí, las versiones restantes solo serían contrapartes de juegos arcade.

## Modo de juego
El jugador tiene dos modos de juego principales: Modo Open y Fixed. El modo "Open" permite al jugador elegir una canción para jugar hasta tres canciones por ronda y tiene tres modos de dificultad los cuales son, mientras que el modo "Fixed" es el equivalente al modo experto en las versiones lineales de beatmania. Se escogen Courses compuestos de cinco canciones, y se evita que la barra de energía se agote por completo hasta llegar al final.

## Lista de canciones
Las siguientes tablas muestran las canciones introducidas en el juego:
| Nombre                      | Género              | Artista                                | BPM     |
| --------------------------- | ------------------- | -------------------------------------- | ------- |
| A.O.R.                      | BRAZILIAN HOUSE POP | Mansfield                              | 123     |
| a monkey scratches          | JOKER BREAKBEATS    | atomic soul experiences                | 166     |
| BLAST OFF!                  | HAPPY HI-NRG        | The Orangers                           | 165     |
| GAME OF EXOTICA             | LATIN HI-NRG        | TAKÉ RODRIGUEZ AND HIS EXOTIC ARKESTRA | 161     |
| How to Scratch Part.1       | BOOGIE DISCO BREAK  | TMVG (AKIRA MIZUMOTO+HIBIKI TOKIWA)    | 119     |
| I LOVE YOU                  | LOVE GROOVE         | 野本 かりあ                            | 127     |
| mambotango no.5             | LATIN BREAKBEATS    | COMOESTAS                              | 135     |
| THIS FLIGHT TONIGHT         | POP ART BREAKBEATS  | P&ART SASANOOOHA(パンダとササノハ)     | 185     |
| Young Gun(Who is H&H)       | SWEET FUTURE JAZZ   | 須永 辰緒                              | 124     |
| あ！ ことりになっちゃった！ | ORGAN JAZZ LOUNGE   | TUCKER                                 | 109-154 |
| ビートの達人                | GROOVY DRUM METHOD  | 小西 康陽                              | 163     |
| 中華街大作戦                | JAZZY GROOVE        | 中華街大作戦                           | 182     |
| JOKER SAMBA HOUSE           | サンバじゃない？    | ロケットマン                           | 134     |